# Шахиджанян Володимир Володимирович
Володимир Володимирович Шахиджанян (нар. 3 квітня 1940) — російський журналіст.
Багато років пропрацював науковим співробітником у лабораторії Арона Ісааковича Бєлкіна, відомого російського психіатра, спеціаліст по вивченню транссексуальності, президент Спілки психоаналітиків РФ; займався питання гомо- та транссексуальності, брав участь у передопераційній підготовці та психологічні реабілітації осіб, що бажали змінити біологічну стать.
Викладач факультету журналістики МДУ, веде семінари «Психологія журналістської майстерності» й «Технологія журналістської майстерності». Постійно публікується у низці періодичних видань, виступає ведучим на радіо, автор програми «Соло на клавіатурі», книг «1001 питання про ЦЕ», «Мені цікаві всі люди», «Вчимося говорити публічно», двох збірників анекдотів. Веде передачу «Гімнастика для душі» на телеканалі «Здорове телебачення».
Допомагав Юрію Нікуліну в написанні книги «Майже серйозно…».